# Chileense zee-engel
De Chileense zee-engel  (Squatina armata) is een vis uit de familie van zee-engelen (Squatinidae) en behoort tot de superorde van de haaien. Deze haai lijkt heel erg op pacifische zee-engel en werd lang als dezelfde soort beschouwd. Deze haai kan een lengte bereiken van 150 cm. 

## Leefomgeving
De Chileense zee-engel is een zoutwatervis. De haai komt voor op het continentaal plat van Zuid-Amerika van Colombia tot het zuiden van Chili. Zoals alle zee-engelen is deze haai een bodembewoner die leeft op diepten tussen 30 tot 75 m.

## Relatie tot de mens
De Chileense zee-engel vertoonde geen duidelijk negatieve trend in aantallen (aanlandingen) tussen 1964-1999. Er waren wel enorme schommelingen, maar die hangen waarschijnlijk samen met El Niño effecten.  Deze haaiensoort staat niet op de Rode Lijst van de IUCN.

## Voetnoten
1. 1 2 3  (en) Chileense zee-engel op de IUCN Red List of Threatened Species.
2. ↑  Lamilla, J. & Romero, M. 2004. Squatina armata. In: IUCN 2009. IUCN Red List of Threatened Species. Version 2009.2. <www.iucnredlist.org>. Downloaded on 28 February 2010.